# دانييل بيلترماي
دانييل بيلترماي (بالإنجليزية: Daniel Beltrame)‏ (28 ديسمبر 1975 بأديلايد في أستراليا - ) هو لاعب كرة قدم أسترالي في مركز حراسة المرمى. لعب مع كاميبل تاون سيتي أفسي ونادي أديلايد يونايتد ونيوكاسل يونايتد جتس ووولونغونغ وباراماتا باور ‏.

## روابط خارجية
- دانييل بيلترماي على موقع قاعدة بيانات كرة القدم.إي يو (الإنجليزية)
- دانييل بيلترماي على موقع Soccerway.com (الإنجليزية)
- دانييل بيلترماي على موقع عالم كرة القدم.نت (الإنجليزية)